# ビデオ判定
ビデオ判定（ビデオはんてい、英: Instant replay, Challenge）とは、スポーツ競技において審判員の肉眼での判定が難しいときや、審判員の判定に異議があるときに、撮影・録画されたビデオ映像（動画）を活用して判定を行う方式である。本来は人間（審判員）がリプレイ映像を確認する行為を指すが、ホークアイに代表されるような機械判定も広くビデオ判定と呼ばれ、混乱を生んでいる。
一般にインスタントリプレイ（instant replay）とは生中継中にすぐにリプレイする技術や手法の事であるが、本項ではビデオ判定の名称とする。

## アメリカンフットボール

### NFL
NFLでは、インスタント・リプレイというビデオ判定制度が導入されている。1986年から1991年まで一度導入されたが乱発による試合遅延を招いたため、一旦廃止。システムを練り直して1999年に再導入された。
チームのヘッドコーチが判定に対して異議がある場合、1試合に最大3度まで、タイムアウトの権利を賭けて審判にビデオ映像による判定の再確認を要求する「チャレンジ」を行うことができる。チャレンジで異議が認められた場合には、問題の判定を覆した状態で試合が再開され、認められなかった場合にはタイムアウトを1つ消費した事になる。これには判定の透明性確保と共にショー的要素も含んでおり、観客が見守るなか、主審によってチャレンジによるインスタントリプレイの結果が発表される瞬間は、NFLの試合において特に盛り上がる場面の1つである。
また、試合のシチュエーションによってはチャレンジが行われなくても、インスタント・リプレイでの判定の確認、「オフィシャル・レビュー」が行われる。

### 日本
日本では、以下の大会で、インスタントリプレイが採用されている。
- ライスボウル
- Xリーグ

2017年頃にこれらの大会において採用されている。
リプレイが行われる時は、必ずタイムアウト扱いとなる。
オフィシャルレビューの場合はレフェリーがレフェリー・タイムアウトをコールして、レビューを行う事を発表し、リプレーオフィシャルなどと共に確認し、レビュー結果を報告する。
チャレンジの場合は、チャレンジするチームがチーム・タイムアウトを申請し、その上でレフェリーにチャレンジを行う旨を伝え、リプレー確認が行われる。失敗の場合はチャレンジしたチームはタイムアウトを失う。

## 大相撲
大相撲では、1969年五月場所より導入されている。前場所の大鵬 - 戸田戦で大鵬の46連勝がかかった重要な一番の中で行司は大鵬に軍配を上げながら物言いにより行司差し違えになった一件が導入のきっかけと言われているが、実際にはテレビ中継の開始以降勝負についての視聴者からの問い合わせや苦情に対応すべくビデオ導入が検討され事前に1969年五月場所からの導入が決定されていた。また審判長の場内説明も同時に始まった。

## プロテニス
テニスでは、イギリスのホーク・アイ・イノベーションズが開発を手がけた「ホークアイ」（鷹の目）と呼ばれるシステムが導入されている。このシステムはミサイル誘導技術を応用したもので、コート周囲に10台のカメラを設置し、ボールがどのような軌跡を描いたか瞬時に映像解析を行う。
国際テニス連盟は、ライン付近の微妙な判定に同システムを導入することを2005年10月に承認。2006年3月22日からのナスダック100オープンで、テニス史上初のビデオ判定が行われた（Jamea Jacksonが初の権利行使者となった）。2006年8月28日 - 9月10日の全米オープンで、グランドスラム大会（4大大会）では初めてビデオ判定が導入された。設置されたのはセンターコートなど2会場。2007年以降は全豪オープン、ウィンブルドン選手権でも導入、日本では2008年の東レ パン・パシフィック・オープン・テニストーナメントにおいて初使用されるなど、広がりをみせている。
ただし、クレーコート（土のコート）で開催される大会は、打ったボールが着地する際に跡が残るため、選手の異議があれば主審がボール跡を確認し判定を行う。
選手はライン際のイン、アウトの微妙な判定に対し、1セットにつき3回失敗するまでビデオ判定を要求（チャレンジ）する権利を持つ（チャレンジを成功させ続ける限り何度でも要求可能）。ビデオ判定の際には、CG加工された映像が場内の大型スクリーンに映され、観客やテレビ視聴者にもシステムが行った判定の結果が分かるようになっており、ショー的要素も含んでいる。同システムの導入は、プロテニス界にとって1971年のタイブレーク導入以来のルール上の革命とも言われ、単に判定の正確性という観点のみならず、チャレンジ要求のタイミング・巧拙が試合の流れを大きく左右することも少なくない。ルール改正をめぐっては、トップ選手であるロジャー・フェデラーやレイトン・ヒューイットが反対の意向を示すなどして話題となった。
COVID-19の流行を受けて、2020年8月からハードコートを中心に、線審を配置せず「ホークアイ・ライブ」のシステムを利用した大会が実施されている。ATPツアーでは、2025年以降、線審を自動判定テクノロジーに完全に置き換えることを発表している。

## サッカー
サッカーにおいてビデオ判定の特徴はあくまで主審を補助するためのものであり、チームが主張してビデオチャレンジが与えられるものではない。しかしチャレンジせずとも試合は全て「ビデオ判定をする副審」（ビデオアシスタントレフリー・VAR）によってチェックされている。あくまで限られた場合での誤審や見逃しを防ぐためのものである。

## ラグビー

### テレビジョンマッチオフィシャル（TMO）
ラグビーのビデオ判定およびその審判員を「テレビジョンマッチオフィシャル（TMO、Television Match Official）」という。マッチオフィシャルとは、審判団（審判員）のこと。
危険なプレーやトライの判定が微妙な時や、タッチラインを超えているかなどについて、様々な方向から撮影されたプレイ映像を再生し、正確で公平な判定をする。国代表試合（テストマッチ）、国際大会、社会人リーグワンなど、大きなビジョンが設置してある会場での試合で導入される。全国大学ラグビーフットボール選手権大会（大学選手権）では、決勝戦のみTMOを実施する。
映像は、基本的に中継放送用カメラによるものを使用する。そのためジャパンラグビーリーグワンでは、試合会場に大きなビジョンあるDIVISION1（1部）とDIVISION2（2部）で実施され、小規模会場が多いDIVISION3（3部）では実施していない。TMOを行わない試合では、下記「オフ・フィールド・レビュー」も行われない。
ラグビーでの最初のTMO運用は、1995年、南アフリカ国内の地域協会リーグ戦「Blue Bulls Carlton League」の決勝戦だった。国際大会では、2003年10月開催のワールドカップ2003から。日本国内で初めてTMOが導入された試合は、2008年（平成20年）11月16日の日本代表対アメリカ代表戦。国内リーグでは、ジャパンラグビートップリーグ2008-2009のうち、2009年（平成21年）2月開催のプレーオフトーナメント「マイクロソフトカップ」で新たに導入された。
TMOの提案が可能なのは、主審（レフリー）、副審（アシスタントレフリー）、TMO審判を含む全てのマッチオフィシャル（審判団）に限られる。選手、チームスタッフからの申し立てはできない。最終的な判断は主審が行うなど、アメリカンフットボールのオフィシャル・リビューに近いシステムとなっている。
主審によるTMO要求の合図（レフリーシグナル）は、両手で大きく四角（モニターの形）を描くジェスチャーである。
TMO中、その画面は会場内のビジョンに映し出されるほか、中継放送でもそのまま流れる。主審とTMO審判との会話（音声）は、多くの会場では観客向けには流されず、中継テレビ放送（または時折実施される場内FM解説放送）でしか会話を聞くことができない。

### ファウル・プレー・レビュー・オフィシャル（FPRO、TMOバンカー、オフ・フィールド・レビュー）
2023年7月29日から、ワールドラグビーはTMO（ビデオ判定）による「ファウル・プレー・レビュー・オフィシャル（Foul Play Review Official、FPRO）」を導入した。これにより試合中断の時間が短縮され、頭部などに対する危険なプレイへの的確な判定が行える。「オフィシャル」は審判員(団)のこと。担当審判員を「ファール・プレー・レビュー・オフィサー（Foul Play Review Officer、FPRO）」という。
反則選手にイエローカードを出したレフリーが顔の前で両腕をクロスさせると、シンビン（10分間の退場）中に、TMOが8分間以内で担当審判員が別室でそのプレイ映像を詳しく分析する「オフ・フィールド・レビュー（Off Field Review）を行う（この間の作業を「Under Review」「Review In Progress」ともいう）。この時に提示されたカードは「Minimum Yellow（＝少なくともイエロー判定）」とも呼ばれる。
担当審判員（ファール・プレー・レビュー・オフィサー）による分析により、反則プレイの危険性によってはレッドカード（退場）へ判定が変更され（これをupgradedなどという）、レフリーはチームキャプテンにレッドカードを示し通告する。このように試合を長く中断することなく、裏で独立して分析を行うことから「Bunker（地下壕＝戦闘から身を守るための地中の強固な建造物）」の名称がついた。
レビュー中、中継放送おいては、「黄色と赤色を半々にしたマーク」や、黄色いマークに「R」（レビュー中の意味）で表示されている。
2023年春のU20チャンピオンシップで試験運用され、同年夏のヨーロッパ各地を会場とした各国テストマッチ（ワールドカップ前哨戦）「サマーネーションズシリーズ2023」から本格導入された。同年秋に開催のワールドカップ2023においても運用された。日本では2023-24シーズンから、リーグワンの1部リーグ（DIVISION1）と2部リーグ（2部リーグ）で導入した。
導入初期には、「TMOバンカー」（the TMO Bunker）または「バンカーシステム」とも呼ばれた。バンカーは、戦時に外部からの攻撃から守られた場所「塹壕（ざんごう）」の意味がある。

## ボクシング
ボクシングでは、WBCが2008年より世界戦で導入したが、その前年の2007年12月15日にメキシコ・カンクンで行われた世界フェザー級タイトルマッチで試験導入された。
試合後でも誤審や違反行為等が発覚した、あるいはその可能性がある場合は、検証としてビデオ判定に持ち込まれることもある。判定の結果、試合終了時に下した判定が不適当であったと判定されれば、無効試合が適用されるが、試合終了時に下した判定とは逆の判定に覆ることもある。
ビデオ判定を本格的に採用した2008年8月11日に行われたWBCF世界アトム級タイトルマッチウィンユー・パラドーンジムvs小関桃において、小関の2RKO勝利が宣告されたが、ウィンユーのダウンがバッティングによるのではないかとウィンユーサイドからの抗議があり、初めてビデオ判定に持ち込まれた。しかし、あまりにも判断が難しいため暫定的に小関の勝利としてWBC本部へビデオを送付した上で最終的な判断の結果、バッティングが認められるもののヒッティングもしており、バッティング（のみ）によるダウンであるという確証が得られないため、小関の勝利を正式決定した。

## 柔道
柔道では、2000年シドニーオリンピック男子100kg超級決勝での篠原信一とダビド・ドゥイエ戦での「誤審」騒ぎを契機にビデオ判定の導入が検討されることになり、2006年の世界ジュニアで試験導入されたのを受けて、2007年より本格的な運用が始まった。審判委員会による監督の下、CARE（Computer Aided Replay）システムと呼ばれる3台のビデオカメラで3方向から撮影する方式で、主に投げ技の評価が微妙な場合の確認などでビデオ判定の検証が行われる。
日本国内の試合においてはジュリーが審判員の下した技の評価の高低（例えば、技ありを一本とするなど）を訂正することはない。しかし、IJF主催の大会では、明文化された条項がないにもかかわらず、ジュリーが状況に応じて訂正を行っていた。2014年からの新ルールでは、畳の下に降りた副審2名がCAREシステムを常時利用し、主審と無線によって多数決判定をすることになった。「ジュリーが審判員の判定に介入して判断を変更させるのは例外的な事情の時だけ」と記されたものの、例外的な事情がいかなる事情であるのか、具体的な説明はなされていない。その後に公表されたより詳細なルール規定によれば、審判委員が実際の動きとその後のCAREシステムでの確認によって疑いなく判定の訂正が妥当だと判断して副審もそれに同意した場合、もしくは返し技においてどちら側に技の効果が認められるか微妙な場合に限って審判員に通知するとしている。2018年までに副審はCAREシステムを利用しないことになり、スーパーバイザーやジュリーのみが利用することになった。副審は畳の上に戻らず目視で主審との無線を利用し多数決判定を畳の下で続けることに。

## ショートトラックスピードスケート
ショートトラックスピードスケートでは、オリンピックの場合、2002年ソルトレークシティオリンピック男子1500m決勝で、韓国の金東聖が失格し、アメリカのアポロ・アントン・オーノが繰り上げ金メダルになった出来事や、寺尾悟が男子1000mで失格になった出来事がきっかけで、2006年トリノオリンピック以降は同様の出来事が起こった場合に取り入れられるようになった。

## レスリング
レスリングにおいては、2009年から「チャレンジ」と呼ばれるルールが導入された。セコンドがスポンジをマットに投げて要求し、マットチェアマンに認められたら会場の大型映像装置に映し出すというもの。なお、判定が覆らなかった場合は「チャレンジ失敗」と呼ばれ1ポイントを失い、チャレンジ失敗は1試合に付き2回まで。

## バレーボール
2012年のロンドン五輪後に試験導入が決定。FIVBの国際大会では、男子の2013年バレーボール・ワールドリーグ、女子の2013年バレーボール・ワールドグランプリにおける一部の試合にて、「チャレンジシステム」という名称で「試験導入」された。
三大大会では2014年の世界バレーより「正式導入」された。当初は、それぞれの監督から、両手の指で画面の4角を表す横長の長方形を作る等のジェスチャーによって、チャレンジ要求する形式だった。
ビデオ映像を副審が確認し、その場で再ジャッジするというもの（場内の大型ビジョンに映し出される）。ボールのイン・アウトに関しては、実際の映像ではなく、CGで表現される。
各チーム1セットあたり、2回失敗するまでチャレンジが可能。それとは別に、判定に迷った際に主審自身がビデオ判定を要求する『レフェリーチャレンジ』を実施することもある。
2016年から一部変更（ビーチバレーも）。5月のリオ五輪世界最終予選では判定対象シーンの5秒以内に要求となったため、インプレー中の要求も必要・可能となった（ただしこの場合はチャレンジ失敗だと1点を失う）。
なお、日本での大会では本格的には初めて、各チームベンチ前の据え置き型タブレット端末で要求する仕組み（選手交代とタイムアウトも同様）となった。タッチパネル上で計7つの請求項目が選べるという端末の利点も指摘されたが、操作の不便さの訴えも発生した。なお、主審と副審の手元にも同様のタブレットが設置され連動した。リオ五輪本番でも導入された。
日本バレーボールリーグ機構主催の大会でも、2016年のV・サマーリーグでの試験導入後に、V・プレミアリーグの男女全試合とV・チャレンジマッチの一部試合での正式導入を予定している（「ボールのイン・アウト」と「ブロッカーのボールコンタクト」のみが対象で、要求は各チーム1試合に2回失敗するまで可能）。
2017年ワールドグランドチャンピオンズカップでは解析のために、コートの周りに25台のカメラを設置した。
2018年までには、「ボールのフロアタッチの有無」も判定対象の一つに加えられた。

## バスケットボール

### NBA
NBAにおいては、2002-2003シーズンより導入されている。2014-2015シーズンからはニュージャージー州セコーカスにNBAリプレーセンターが設置され、ビデオ判定に必要な映像はここで確認され審判に連絡される。なお、ビデオ判定をすることができるシチュエーションは規定されている22-23シーズンからは、全試合においてヘッドコーチチャレンジが導入されている。

### Bリーグ
ジャパン・プロフェッショナル・バスケットボールリーグ（Bリーグ）1部（B1リーグ）では、2016-2017シーズンのリーグ開幕より導入されている。ホークアイ社の「SMART Replay」をバスケットボールでは世界で初めて導入している。
適用可能なシチュエーションは、2ポイントシュート・3ポイントシュートの判断の場合、ブザービーターが成立しているかどうか、およびゲームクロックトラブル時の修正は全試合時間において実施できるが、アウト・オブ・バウンズの際にどちらのチームが最後に触ったかの確認は、第4クォーター及び延長戦のそれぞれ残り2分以降と限られている。Bリーグでは、コート上でのファウルの判断には用いることはできないが、暴力行為があった際のコート侵入行為における判定には使用された実績がある。
正式名称は、IRSインスタントリプレイシステム22-23シーズンからは、Ｂ1の全試合においてヘッドコーチチャレンジが導入されている